# 阿尔塔舍斯·米纳西安
阿尔塔舍斯·米纳西安（1967年1月21日—），亚美尼亚国际象棋棋手、特级大师。
米纳西安于1992年获得国际象棋特级大师称号。他是1990年、1992年、1993年、1995年、2004年、2006年六次亚美尼亚国际象棋冠军，也是1991年最后一届苏联国际象棋冠军。他曾八次参加国际象棋奥林匹克，并于2006年在第37届国际象棋奥林匹克中帮助亚美尼亚队夺得团体金牌。